# 남성우 (프로듀서)
남성우(南晟祐, 1949년 11월 20일 ~ )는 대한민국의 KBS 편성본부장이다. 

## 학력
- 1966 ~ 1969 : 광주제일고등학교
- 1969 ~ 1975 : 고려대학교 신문방송학 학사 (1969학번)

## 경력
- 1974년 TBC 프로듀서
- 1984년 KBS 프로듀서
- KBS 기획제작국 국장
- 2003년 5월 KBS 심의평가실 실장
- 2004년 8월 ~ 2005년 12월 : KBS TV제작본부 광복60년 프로젝트팀 팀장
- 2005년 12월 ~ 2008년 8월 : KBS 편성본부 본부장
- 2011년 : 언론인권센터 이사장

## 주요 연출작품
- 광주민주화운동 다큐멘터리인 <광주는 말한다>(1989년 3월)
- TV조선왕조실록
- 역사스페셜
- 역사추리
- 역사의 라이벌